# Olympische Sommerspiele 1928/Teilnehmer (Finnland)
| Gelbes Symbol für Goldmedaillen mit stilisierten Olympischen Ringen | Graues Symbol für Silbermedaillen mit stilisierten Olympischen Ringen | Braundes Symbol für Bronzemedaillen mit stilisierten Olympischen Ringen |
| ------------------------------------------------------------------- | --------------------------------------------------------------------- | ----------------------------------------------------------------------- |
| 8                                                                   | 8                                                                     | 9                                                                       |

Finnland nahm an den Olympischen Sommerspielen 1928 in Amsterdam, Niederlande, mit einer Delegation von 69 Sportlern (67 Männer und zwei Frauen) teil.

## Medaillengewinner

### Gold
| Name(n)        | Sportart       | Wettkampf                         |
| -------------- | -------------- | --------------------------------- |
| Harri Larva    | Leichtathletik | 1500 Meter                        |
| Ville Ritola   | Leichtathletik | 5000 Meter                        |
| Paavo Nurmi    | Leichtathletik | 10.000 Meter                      |
| Toivo Loukola  | Leichtathletik | 3000 Meter Hindernis              |
| Paavo Yrjölä   | Leichtathletik | Zehnkampf                         |
| Kaarlo Mäkinen | Ringen         | Bantamgewicht, Freistil           |
| Arvo Haavisto  | Ringen         | Weltergewicht, Freistil           |
| Väinö Kokkinen | Ringen         | Mittelgewicht, griechisch-römisch |

### Silber
| Name               | Sportart       | Wettkampf                         |
| ------------------ | -------------- | --------------------------------- |
| Paavo Nurmi        | Leichtathletik | 5000 Meter & 3000 Meter Hindernis |
| Ville Ritola       | Leichtathletik | 10.000 Meter                      |
| Antero Kivi        | Leichtathletik | Diskuswurf                        |
| Akilles Järvinen   | Leichtathletik | Zehnkampf                         |
| Kustaa Pihlajamäki | Ringen         | Federgewicht, Freistil            |
| Aukusti Sihvola    | Ringen         | Schwergewicht, Freistil           |
| Hjalmar Nyström    | Ringen         | Schwergewicht, griechisch-römisch |

### Bronze
| Name               | Sportart       | Wettkampf                             |
| ------------------ | -------------- | ------------------------------------- |
| Eino Purje         | Leichtathletik | 1500 Meter                            |
| Martti Marttelin   | Leichtathletik | Marathon                              |
| Ove Andersen       | Leichtathletik | 3000 Meter Hindernis                  |
| Vilho Tuulos       | Leichtathletik | Dreisprung                            |
| Eino Augusti Leino | Ringen         | Leichtgewicht, Freistil               |
| Edvard Westerlund  | Ringen         | Leichtgewicht, griechisch-römisch     |
| Onni Pellinen      | Ringen         | Halbschwergewicht, griechisch-römisch |
| Bertel Broman      | Segeln         | 12-Fuß-Jolle                          |
| Heikki Savolainen  | Turnen         | Seitpferd                             |

## Teilnehmer nach Sportarten

### Boxen
- Kaarlo Väkevä
Federgewicht: 5. Platz

- Valle Resko
Leichtgewicht: 17. Platz

- Jonni Hellström
Weltergewicht: 5. Platz

### Fechten
- Torvald Appelroth
Florett, Einzel: Vorrunde
Degen, Einzel: Vorrunde

- Lauri Kettunen
Degen, Einzel: Vorrunde

### Leichtathletik
- Risto Mattila
100 Meter: Vorläufe

- Harri Larva
1500 Meter: Gold

- Eino Purje
1500 Meter: Bronze 
5000 Meter: DNF im Finale

- Armas Kinnunen
1500 Meter: Vorläufe
5000 Meter: 6. Platz

- Leo Helgas
1500 Meter: Vorläufe

- Ville Ritola
5000 Meter: Gold 
10.000 Meter: Silber 
3000 Meter Hindernis: DNF

- Paavo Nurmi
5000 Meter: Silber 
10.000 Meter: Gold 
3000 Meter Hindernis: Silber

- Toivo Loukola
10.000 Meter: 7. Platz
3000 Meter Hindernis: Gold

- Kalle Matilainen
10.000 Meter: 8. Platz

- Martti Marttelin
Marathon: Bronze

- Yrjö Korholin-Koski
Marathon: 7. Platz

- Verner Laaksonen
Marathon: 12. Platz

- Eino Rastas
Marathon: 14. Platz

- Väinö Sipilä
Marathon: 15. Platz

- Ilmari Kuokka
Marathon: 24. Platz

- Bengt Sjöstedt
110 Meter Hürden: Halbfinale

- Erkka Wilén
400 Meter Hürden: Halbfinale

- Jukka Matilainen
400 Meter Hürden: Vorläufe

- Ove Andersen
3000 Meter Hindernis: Bronze

- Paavo Yrjölä
Hochsprung: 19. Platz in der Qualifikation
Kugelstoßen: 9. Platz in der Qualifikation
Zehnkampf: Gold

- Armas Wahlstedt
Hochsprung: Keine Höhe in der Qualifikation
Kugelstoßen: 5. Platz
Zehnkampf: DNF

- Vilho Tuulos
Weitsprung: 11. Platz in der Qualifikation
Dreisprung: Bronze

- Toimi Tulikoura
Weitsprung: 19. Platz in der Qualifikation
Dreisprung: 5. Platz

- Erkki Järvinen
Dreisprung: 6. Platz

- Väinö Rainio
Dreisprung: 6. Platz in der Qualifikation

- Antero Kivi
Diskuswurf: Silber

- Eino Kenttä
Diskuswurf: 6. Platz

- Heikki Taskinen
Diskuswurf: 11. Platz in der Qualifikation

- Erik Eriksson
Hammerwurf: 9. Platz in der Qualifikation

- Paavo Liettu
Speerwurf: 4. Platz

- Eino Penttilä
Speerwurf: 6. Platz

- Albert Lamppu
Speerwurf: 9. Platz in der Qualifikation

- Vilho Rinne
Speerweurf: 15. Platz in der Qualifikation

- Akilles Järvinen
Zehnkampf: Silber

- Martti Tolamo
Zehnkampf: 16. Platz

### Moderner Fünfkampf
- Lauri Kettunen
Einzel: 13. Platz

- Henrik Avellan
Einzel: 15. Platz

- Tauno Lampola
Einzel: 21. Platz

### Radsport
- Raul Hellberg
Straßenrennen, Einzel: 10. Platz

### Reiten
- Hans Olof von Essen
Vielseitigkeit, Einzel: 5. Platz

### Ringen
- Anselm Ahlfors
Bantamgewicht, griechisch-römisch: 7. Platz

- Aleksanteri Toivola
Federgewicht, griechisch-römisch: 6. Platz

- Edvard Vesterlund
Leichtgewicht, griechisch-römisch: Bronze

- Väinö Kokkinen
Mittelgewicht, griechisch-römisch: Gold

- Onni Pellinen
Halbschwergewicht, griechisch-römisch: Bronze

- Hjalmar Nyström
Schwergewicht, griechisch-römisch: Silber

- Kaarlo Mäkinen
Bantamgewicht, Freistil: Gold

- Kustaa Pihlajamäki
Federgewicht, Freistil: Silber

- Eino Augusti Leino
Leichtgewicht, Freistil: Bronze

- Arvo Haavisto
Weltergewicht, Freistil: Gold

- Vilho Pekkala
Mittelgewicht, Freistil: 7. Platz

- Edil Rosenqvist
Halbschwergewicht, Freistil: 6. Platz

- Aukusti Sihvola
Schwergewicht, Freistil: Silber

### Schwimmen
- Disa Lindberg
Frauen, 400 Meter: Vorläufe

### Segeln
- Bertel Broman
12-Fuß-Jolle: Bronze

### Turnen
- Heikki Savolainen
Einzelmehrkampf: 6. Platz
Mannschaftsmehrkampf: 5. Platz
Barren: 17. Platz
Pferdsprung: 16. Platz
Reck: 13. Platz
Ringe: 12. Platz
Seitpferd: Bronze

- Mauri Nyberg-Noroma
Einzelmehrkampf: 6. Platz
Mannschaftsmehrkampf: 5. Platz
Barren: 7. Platz
Pferdsprung: 26. Platz
Reck: 16. Platz
Ringe: 5. Platz
Seitpferd: 7. Platz

- Martti Uosikkinen
Einzelmehrkampf: 19. Platz
Mannschaftsmehrkampf: 5. Platz
Barren: 21. Platz
Pferdsprung: 24. Platz
Reck: 16. Platz
Ringe: 17. Platz
Seitpferd: 31. Platz

- Jaakko Kunnas
Einzelmehrkampf: 38. Platz
Mannschaftsmehrkampf: 5. Platz
Barren: 32. Platz
Pferdsprung: 54. Platz
Reck: 33. Platz
Ringe: 32. Platz
Seitpferd: 57. Platz

- Urho Korhonen
Einzelmehrkampf: 46. Platz
Mannschaftsmehrkampf: 5. Platz
Barren: 40. Platz
Pferdsprung: 43. Platz
Reck: 33. Platz
Ringe: 33. Platz
Seitpferd: 71. Platz

- Rafael Ylönen
Einzelmehrkampf: 61. Platz
Mannschaftsmehrkampf: 5. Platz
Barren: 74. Platz
Pferdsprung: 45. Platz
Reck: 39. Platz
Ringe: 56. Platz
Seitpferd: 72. Platz

- Kalervo Kinos
Einzelmehrkampf: 62. Platz
Mannschaftsmehrkampf: 5. Platz
Barren: 49. Platz
Pferdsprung: 24. Platz
Reck: 55. Platz
Ringe: 62. Platz
Seitpferd: 85. Platz

- Birger Stenman
Einzelmehrkampf: 66. Platz
Mannschaftsmehrkampf: 5. Platz
Barren: 49. Platz
Pferdsprung: 46. Platz
Reck: 48. Platz
Ringe: 60. Platz
Seitpferd: 87. Platz

### Wasserspringen
- Yrjö Lampila
Turmspringen: Vorrunde

- Ada Onnela
Frauen, Kunstspringen: 5. Platz